# Parisio da Cerea
Parisio (o Paride) da Cerea, in latino Parisius de Cereta (1200 circa – post 1266), è stato un notaio e cronista italiano, autore del Chronicon Veronense, la maggiore fonte storica medievale relativa alla città di Verona e al suo territorio.

## Biografia
Benché la storiografia abbia generalmente adottato la forma Paride, uno studio recente nota come sia da preferire la forma Parisio, maggiormente rispondente alla grafia latina con cui egli stesso sottoscriveva i propri atti («Ego Parisius de Cereta filius Lanceti Ceretensis sacri palacii notarius» ecc.).
Le poche notizie che si hanno di lui derivano da alcuni atti notarili a noi giunti redatti da lui e dal padre, anch'esso notaio, da alcune citazioni in altri atti, e da un'unica notizia che egli dà di sé all'interno della sua opera (una missione diplomatica a Roma nel 1233, su incarico della diocesi di Cerea). Un suo atto notarile, rogato a Casaleone nel marzo 1224, consente di collocarne la nascita pressappoco attorno al 1200, probabilmente a Cerea; mentre gli ultimi due atti da lui rogati risalgono al 1264 e al dicembre 1265 presso Lendinara; la sua morte deve essere stata perciò di poco successiva.

## IlChronicon
Parisio fu autore di una cronaca di stampo annalistico, tramandata sotto il nome di Cronica Verone o Chronicon Veronense, contenente gli avvenimenti della città di Verona dal 1115 al 1260 (quindi all'incirca dal terremoto di Verona del 1117 fino all'ascesa di Mastino I della Scala a Capitano del Popolo di Verona), scritta in latino medievale con uno stile scarno ed essenziale. Per i successivi due secoli, l'opera venne estesa da anonimi continuatori e copisti, che proseguirono la narrazione fino al '500 in una stratificazione continua di aggiunte, integrazioni, modifiche e, nell'ultima fase, traduzioni in lingua volgare veneta.